# Microcalcarifera typhopa
Microcalcarifera typhopa là một loài bướm đêm trong họ Geometridae.